# Knights of the Temple: Infernal Crusade
Knights of the Temple: Infernal Crusade est un jeu vidéo d'action-aventure développé par Starbreeze Studios et édité par TDK Mediactive, sorti en 2004 sur Windows, GameCube, PlayStation 2 et Xbox.
Il a pour suite Knights of the Temple II.

## Accueil
- Jeuxvideo.com : 13/20 (GC/PS2/XB)[1]  - 12/20 (PC)[2]